# 重庆陪都时期

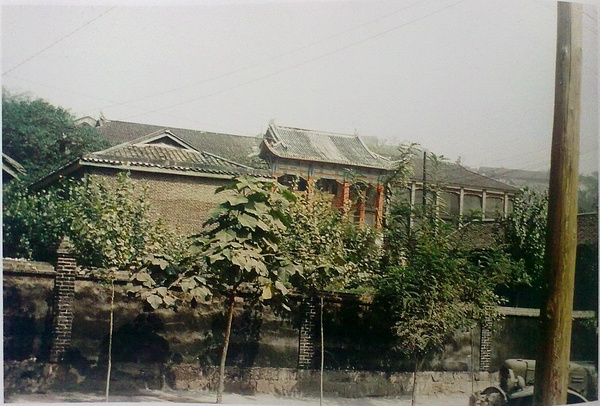
位于国府路（今人民路）232号的中华民国国民政府（已于1970年代文革期間被紅衛兵破壞，後經周恩來保護，僅保留後部主體建築）

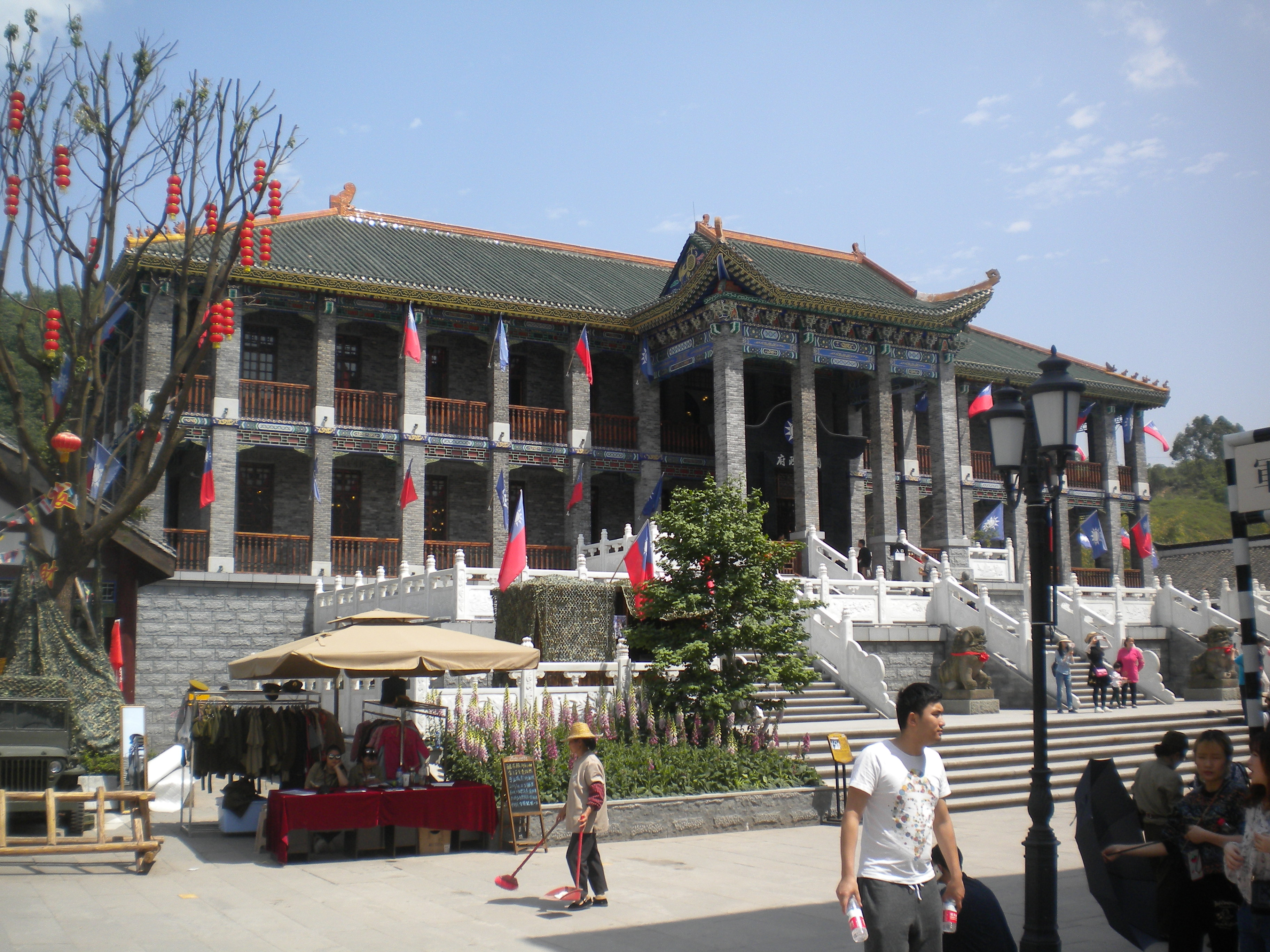
两江影视城内仿建的重庆国民政府大楼

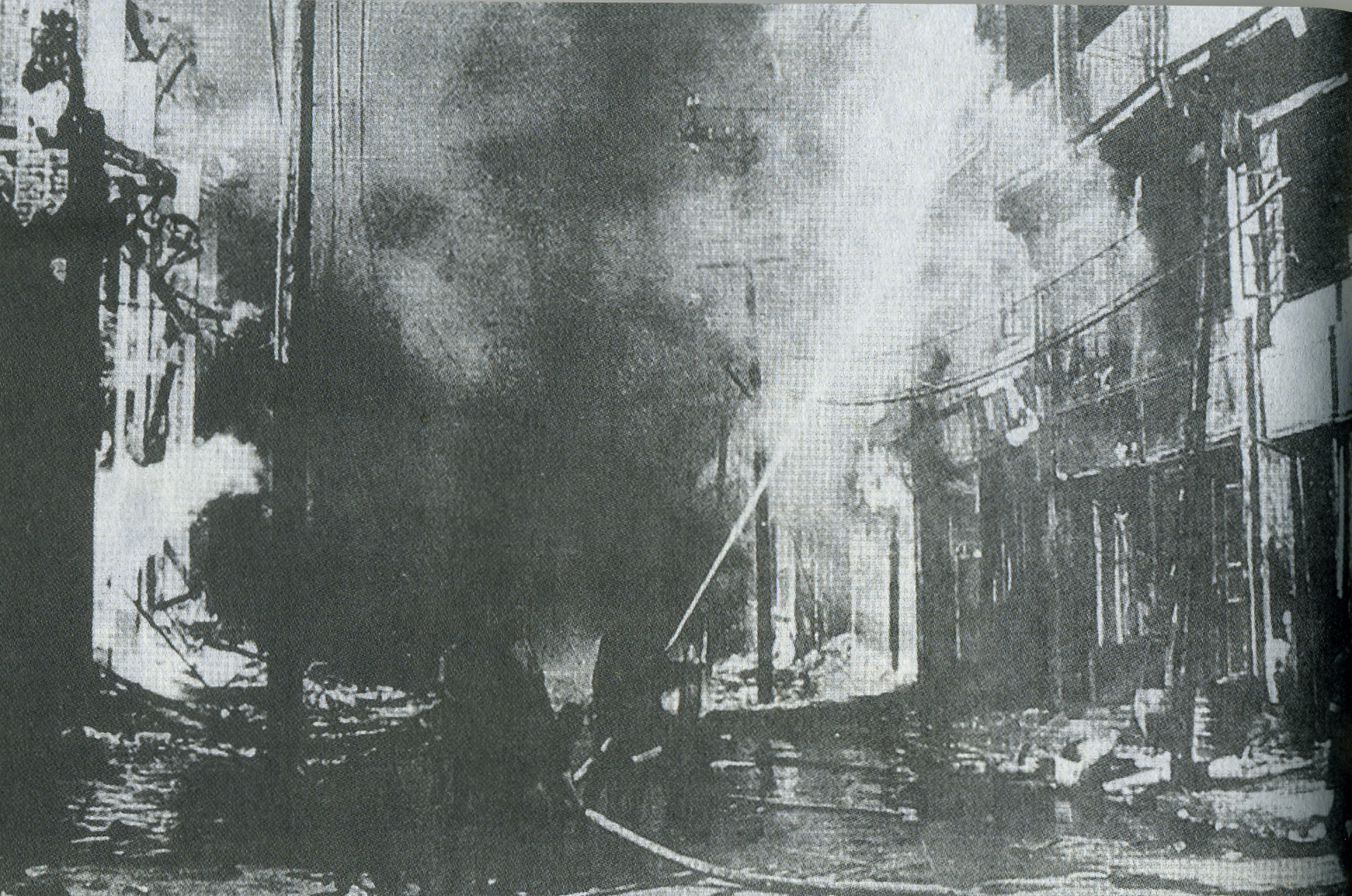
陪都重庆遭受日机轰炸

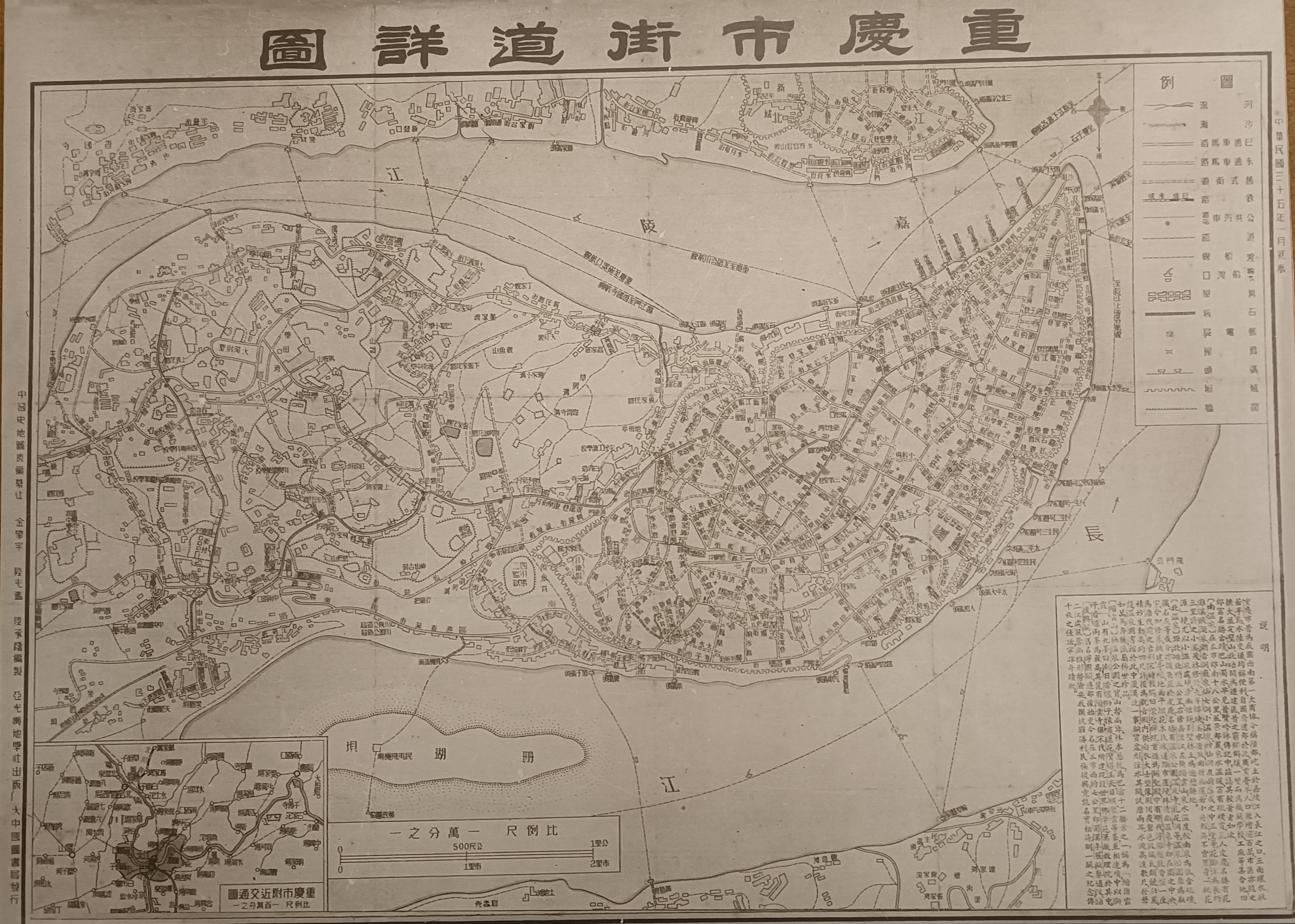
国民政府还都南京前夕重庆市街道详图

重庆陪都时期是指中華民國抗日戰爭期間由1937年11月至1946年5月間遷都重庆的时期。此段時間內重庆的地位和头衔有：“中华民国战时首都”、“中华民国陪都”、“盟军中国战区司令部驻地”等。
1937年，國民革命軍在对日作战中接连失利，大片国土失守，同时首都南京告急。由于当时与日本相比中華民国军事实力差距懸殊，因而自战端开启以来，中国军队对日作战虽竭尽全力，三军效命，但还是大都失利，致使无法组织有效的防御会战。同年10月，国民政府决定进行战略撤退，同时将南京首都政府机构进行迁离。先撤至湖北漢口（今武汉国民政府旧址），10月，國防最高委員會決議遷都重慶。:3612月，軍事委員會遷武漢辦公。:36
关于迁都重庆的原因，主要有以下几点原因：
- 重庆由于地处四川省东部，四川盆地丘陵地带，市区四周环山，主城半岛长江和嘉陵江环绕，东面又有三峡和大巴山作天然屏障，易守难攻；
- 重庆为长江上游航运交通枢纽，交通便捷；
- 重庆有完善的工业（含军工）基础条件；
- 重庆虽然物产贫瘠，但所属四川省自古就被誉为“天府之国”，土地肥沃，物产丰富，有极大的战略储备资源。

国民政府迁都后，重庆从一个中国西南的工业城市一跃成为当时中国的政治、军事、经济、文化中心，同时，重庆也承担了极为惨重的代价。由于地势阻挡，日本陆军无法进入四川盆地，遂改变战略。1938年2月18日起，日本陆海军航空部队对重庆展开“航空进攻作战”，为期近6年的“无差别轰炸”，史称“重庆大轰炸”。至1943年8月23日轰炸战略停止，重庆市损失惨重，仅市区市民死亡11,889人，受伤14,100人，房屋毁坏17,608栋，重庆市区大半化为废墟，市区工商界的直接损失就达500万美元以上。史学界最新的统计数据为：死亡2.36万人和受伤3.78万人，共6.14万人。
但是國民政府并未再做任何退让和妥协，对日政策始终保持强硬，民众各界也积极开展各种救亡运动。最后，日军进攻中国西南的战略计划流产。

## 历史
- 1937年底，中華民國抗日戰爭令首都南京市告急，11月17日国民政府迁至湖北漢口（今武汉国民政府旧址）。
- 1937年11月20日，中华民国国民政府发布《国民政府移驻重庆宣言》，国民政府从武汉迁至四川重庆，重庆成为中国战时首都。
- 1938年10月24日，日军攻陷武汉。
- 1939年4月，發佈《抗日總動員綱領》。
- 1940年9月6日，国民政府发布《国民政府令》，正式确认重庆为“陪都”，且“还都以后，重庆将永久成为中国之陪都”；同年11月，大韩民国臨時政府亦迁往重庆，12月1日经国民政府许可，重庆成为其名义上的临时首都。
- 1941年12月9日，国民政府在对日作战4年之后，正式对日本宣战。
- 1941年12月23日，中美英三国联合军事会议在重庆曾家岩蒋介石官邸召开，三国军队结为同盟。
- 1941年12月31日，鉴于中国战场的重要地位，在美国总统富兰克林·德拉诺·罗斯福倡议下，同盟国中国战区司令部在重庆成立。
- 1942年，中华民国國民政府軍事委員會委员长蒋中正被反法西斯同盟国任命为盟军中国战区最高统帅。
- 1944年4月，日军进攻至贵州独山，距重庆仅400公里，重庆危急。蒋中正任命总参谋长何应钦与陈诚亲自率军前往贵州将日军击退。
- 1945年8月15日，日本昭和天皇宣布无条件投降，抗日战争结束[5]。
- 1946年5月5日，国民政府发布《还都令》，政府各机关陆续回迁至南京市。
- 1949年10月11日，中华民国總統令：中央政府訂於38年10月15日起在陪都重慶開始辦公。[6]
- 1949年11月30日，中国人民解放军进入重庆主城區，中華民国政府撤退至成都。

## 政治与军事

### 行政
1938年3月，中国国民党临时全国代表大会在武汉召开。会议中所通过的文件形成了日后在重庆施行的行政制度。会议通过的《改进党务并调整党政关系案》确定蒋中正为中国国民党总裁，汪精卫为副总裁，明文规定总裁行使党的最高权利，并加强了中央对地方党政组织的有效控制，设立三民主义青年团；通过了《抗战建国纲领》和《组织国民参政会案》，决定在原国防最高会议参议会的基础上设立国民参政会；制定了抗战时期国民政府的基本政策，确定了蒋中正在战时的权利统一，蒋介石发表了他著名的抗日宣言：
此次抗战，为国家民族存亡所系，人人皆当献其生命，以争取国家民族之生命。
《抗战建国纲领》是国民政府在抗日战争期间的行政纲领，包括外交、军事、政治、经济、民众运动、教育等各方面的基本政策，提出整饬弊政，组织国民参政机关，团结和发动全国力量，巩固抗战的政治和社会基础，注意改善人民生活，鼓励投资，扩大战时生产，实行计划经济，以应战时需要。纲领强调经济、政治等各方面都应以军事为中心，并确定国民党在抗日战争中的核心领导地位。但是，该纲领对于反对党共产党仍采取不信任和限制政策，导致国共合作出现一些激烈矛盾。
国民参政会由國民政府、共产党及其他党派和无党籍人士的代表组成，是中国战时的最高民意及咨询机关；参政员由遴选和推选产生，最后由国防最高会议报送国民党中央执行委员会审查决定聘请；参政会通过的决议须经过国防最高会议批准方能生效执行。

## 陪都教育界

### 政府教育方针
抗日战争期间，中国文化教育重心由东向西大转移，客观上改变之前中国教育的地域失衡，基本奠定了当代中国教育格局。国民政府颁布的一系列教育方针和政策，确保了中国教育系统的正常运转，并较为完整的延续了中国文化教育血脉。1938年1月，国民政府任命陈立夫为教育部部长，教育部办公处位于巴县青木关（今为沙坪坝区青木关镇）。同年3月陈氏在渝就职时提出了四点战时教育方针：

1. 教育为建国之根本大业，各级各类学校之设立，实各有其对国家应付之使命；
2. 抗战是长期过程，不容许将人才孤注一掷，而必须持续培养人才；
3. 国防的内涵不限于狭义之军事教育，各级学校之课程不是必须培养的基本知识，就是造就各门技能，均各有其充实国力之意义；
4. 学生对于国家应尽的义务实为修学，平时如此，战时更宜悉力以赴。

1939年，第三次全国教育会议在重庆召开，蒋中正进一步确定了“平时要当战时看，战时要当平时看”“教育是一切事业的基本”的教育方针。
国民政府长期对日占区内迁师生实行“救济贷金”制度。1938年国民政府颁立《公立专科以上学生贷金暂行办法》，对全国公立专科以上学生發予贷金，每人每月8-10元。仅1938年一年，受政府资助的学生和教师共有5万多人。贷金制度是确保内迁学生能够继续求学的必要保障，如李政道、杨振宁等世界知名科学家能顺利地完成西南联大的学业，皆得益于贷金制度。

### 教育机构内迁
战前的中国有高等教育机构108所，相比之下，战前重庆中等以上学校仅32所。抗日战争全面爆发后，有91所遭到严重破坏。中日占区很多文化教育机构被迫停办，更多的则是向中国腹地迁移，其中大多迁往中国西南的重庆、成都和昆明。战争爆发后，重庆中等以上学校激增至97所，大都集中在沙坪坝、磁器口、九龙坡一带。
先后迁入重庆的高等学校有39所，以下为主要内迁学校列表如下：
| 学校名称                                  | 原址      | 迁入时间 | 復课地点     | 备注                                           |
| 国立中央大学                              | 南京      | 1937     | 沙坪壩松林坡   |                                                |
| 中央政治学校                              | 南京      | 1937     |              |                                                |
| 军政部兵工专科学校                        | 南京      | 1937     | 沙坪坝       |                                                |
| 复旦大学                                  | 上海      | 1937     | 北碚夏坝     |                                                |
| 私立南开大学经济研究所                    | 天津      | 1937     | 沙坪坝津南村 |                                                |
| 南京国立药学专科学校                      | 南京      | 1938     | 高店子       | 最初在磁器口復课                               |
| 国立戏剧专科学校                          | 南京      | 1938     |              |                                                |
| 国立中央工业职业学校                      | 南京      | 1938     | 汉渝路       |                                                |
| 私立东吴大学                              | 上海      | 1938     |              |                                                |
| 私立武昌中华大学                          | 武昌      | 1938     |              |                                                |
| 国立北平师范大学劳作专修科                | 北平      | 1938     | 沙坪坝       |                                                |
| 军政部陆军大学                            | 南京      | 1939     |              |                                                |
| 国立上海医学院                            | 上海      | 1940     | 沙坪坝歌乐山 | 另有香港大学医学院借读生                       |
| 北平国立艺术专科学校 国立杭州艺术专科学校 | 北平/杭州 | 1940     | 江北盘溪     |                                                |
| 国立交通大学                              | 上海      | 1941     | 沙坪坝小龙坎 |                                                |
| 沪江大学                                  | 上海      | 1942     |              |                                                |
| 国立贵阳医学院                            | 贵阳      | 1944     | 歌乐山       |                                                |
| 私立湘雅医学院                            | 贵阳      | 1944     | 沙坪坝       |                                                |
| 国立东方语文专科学校                      | 大理      | 1945     | 沙坪坝新开寺 |                                                |
| 国立山东大学                              | 青岛      |          | 沙坪坝       | 最初在万县（今万州）復课，后停办，并入中央大学 |
| 中央音乐学院                              | 上海      |          | 沙坪坝       |                                                |

另外国立交通大学北平铁道管理学院、唐山土木工程学院、山东省立医学专科学校、山东省立药学专科学校、私立两江女子体育专科学校、私立立信会计专科学校、私立之江文理学院、私立上海法学院、国立中央国术馆体育专科学校、私立正则艺术专科学校、江苏省立医政学院、中央政治学校蒙藏班、私立支那内学院（佛学院）、私立中华大学、私立武昌文华图书馆学专科学校、私立医药技士专门学校、私立武昌艺术专门学校、私立华侨工商学院等，也先后迁到今重庆直辖市所辖之沙坪坝区、南岸、江津、璧山、万县、北碚。

## 重慶文化界
随着抗日战争的深化，大批文化机构、团体、人士内迁重庆，重庆成为中国的文化中心，以抗日为主的文化得到极大的繁荣和发展。沙磁文化就是这一时期重庆文化界繁荣的集中体现。

### 戏剧与电影
内迁重庆的主要剧团剧社有：中央青年剧社、中华剧艺社、中国艺术剧社、中央实验剧团、中国胜利剧社、复旦剧社、五月剧社、怒吼剧社、上海影人剧团、农村抗战剧团、四川旅外剧人抗敌演出队、上海业余剧人协会、怒潮剧社、中电剧团、孩子剧团、七七少年剧团等。
著名剧作家有郭沫若、阳翰笙、田汉、夏衍、老舍、曹禺、陈白尘、马彦祥、吴祖光、欧阳予倩、袁牧之等。著名导演有焦菊隐、史东山、陈鲤庭、贺孟斧、应云卫、张骏祥、郑君里、王为一、黄宗江、余上沅、沈西苓、沈浮、阎哲吾、孙坚白等。著名演员有赵丹、白杨、张瑞芳、舒绣文、吴茵、秦怡、金山、蓝马、陶金、项堃、顾而已、魏鹤龄、王苹、蒋天流。
抗战开始以后迁入重庆的国民党官营电影机构中国电影制片厂、中央电影摄影场为抗战时期中国的主流电影做出了巨大贡献。同时中制和中电还云集了几乎当时所有的中国电影精英。
中电是只属于“中宣委”的（电影股）中央电影摄影场的简称，与1931年成立，黄英、张冲、张北海、罗学谦分别担任过场长，起初曾经主要拍摄新闻片，设备极其简陋，经过多年发展后，硬件实力得到了进一步的加强，并初具规模。抗战爆发以后，中电撤离南京，经过芜湖和武汉，最终到达重庆，租用重庆上清寺“范庄”内的网球场作为临时摄影基地，后到重庆南岸建立摄影场。在撤退前和撤退中，孙瑜、程步高、沈浮、贺孟斧、汤晓丹、陈鲤庭、潘孑农、许苏灵、金焰、高占非、赵丹、顾而已、魏鹤龄、施超、谢添、郑敏、白杨等都纷纷加入中电。
中国电影制片厂其前身是原南昌行营政训处电影股，于1933年成立，起初规模极小，职员8人，每月经费不超过3,000元，1935年在汉口杨森花园建立汉口摄影场。武汉成为政治中心后，1938年2月，国民政府军事委员会改组武汉行营为大本营，行营政训处改为政治部，下设四厅，第三厅负责抗日宣传，政训处远电影股扩充为大本营政治部中国电影制片厂（直属政治部，受第三厅指导）郑用之为厂长，罗静予为副厂长。1938年迁抵重庆后，在观音岩建厂。武汉和重庆建厂的过程当中，上海西撤的电影人和由戏剧电影演剧队的成员被吸纳进中制，从1938年的200多人增值1940年的466人。其中包括了大部分中国电影界，戏剧界的精英。有田汉、阳翰笙、史东山、蔡楚生、洪深、郑君里、应云卫、司徒慧敏、马彦祥、宋之的，葛一虹、王为一、孙师毅、黎莉莉、舒绣文、张瑞芳、秦怡、吴茵、陶金、罗军、戴爱莲、丁聪、贺绿汀、罗及之、吴蔚云、王士珍等等，实力超群，基本上所有部门都有当时中国电影界的领军人物。全厂分为业务、技术、剧务、总务四课。1940年又设新闻影片部，教育影片部和卡通影片室。业务涵盖了故事片、教育片、宣传片，纪录片等等。中制是大后方时期电影的“航空母舰”不仅仅在职人员数量最多，影片的出产率也是最高，是大后方电影的中流砥柱。
同时抗战时期国民党官营电影机构在重庆拍摄了许多有价值的影片，宣传了抗战，鼓励了人民。
这些影片有《保家乡》（1939，何非光导），《好丈夫》（1939，史东山导），《东亚之光》（1940，何非光导）《火的洗礼》（1940，孙瑜导），《胜利进行曲》（1940，史东山导）《青年中国》（1940，苏怡导）《塞上风云》（1940，应云卫导）和《日本间谍》（1943，袁丛美导），《气壮山河》（1944，何非光导）《血溅樱花》（1944，何非光导）《还我故乡》（1945，史东山导）《警魂歌》（1945，汤晓丹导）《孤城喋血》（1939，许苏灵导）《中华儿女》（1939，沈西苓导）和《长空万里》（1940，孙瑜导）

## 陪都工商界
時任中華民國上海工商總會會長 蔡野格 招集當時重慶、武漢、上海、沆等地名人志士籌備中華民國重慶工商總會

### 引用
1. ↑  中華民國內政部回函：「26年11月20日，國民政府宣告移駐四川重慶，同年12月13日南京淪陷；29年9月6日，國民政府曾明令定重慶為陪都；35年國民政府遷都南京；38年10月15日，政府遷至重慶辦公，後來再遷臺辦公，同年12月7日，總統頒布命令，政府遷設臺北，所以目前臺北市為中央政府所在地。有關首都的選定與頒布程序，憲法條文均未明文，皆以行政命令為之，定重慶為陪都是基於特殊的時代背景，然而隨著時空環境變遷，已無陪都的設置。」
2. 1 2  陳布雷等編著. . 台北: 傳記文學出版社. 1978-06-01.
3. ↑  1940年6月13日《新华日报》：惨烈悲壮的2,000多个不安日夜 的存檔，存档日期2009年4月5日，.
4. ↑  .   [2007-04-28]. （原始内容存档于2010-11-13）.
5. ↑  侵华日军投降时间表
6. ↑  總統府公報 38年10月31日
7. ↑  中国共产党重庆市委党史研究室. 重庆抗战史1931~1945. 重庆:重庆出版集团 2006.5
8. ↑  韩子渝：抗战时期的陪都教育
9. ↑  李定开. 抗战时期的重庆教育.重庆:重庆出版社，1995.8 P107-109 ISBN 978-7-5366-3208-0